# 蔡千秋
蔡千秋（?—?），字少君，西汉沛国（治今江苏沛县）人。
蔡千秋跟随瑕丘江公弟子荣广学习《春秋谷梁传》。汉宣帝时，蔡千秋为郎。当时汉宣帝听说自己的祖父卫太子刘据喜欢《谷梁传》，丞相韦贤建议兴《谷梁》学。蔡千秋被召见，擢升为谏大夫、给事中，汉宣帝选郎官十人跟着他受学。其后《谷梁》之学大盛。尹更始跟随蔡千秋学习《谷梁》之学，尹更始再传翟方进、房凤。